# نظام مراقبة الأرض

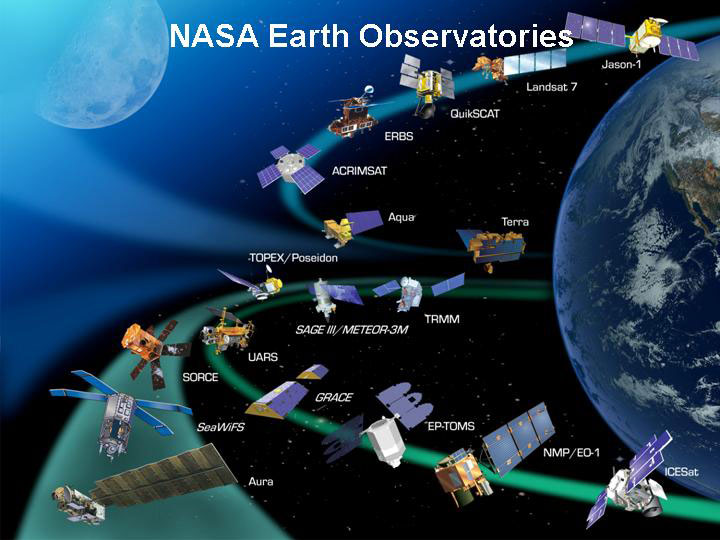

نظام مراقبة الأرض (EOS) هو برنامج ناسا يتكون من سلسلة من بعثات الأقمار الاصطناعية والأجهزة العلمية في مدار حول الأرض مصممة لفترة طويلة الأجل للملاحظات الفضائية من سطح الأرض والغلاف الجوي والمحيطات والأرض. أطلق القمر الصناعي المكون من البرنامج في عام 1997. هذا البرنامج هو محور علوم الأرض التابع لمؤسسة ناسا.
إطلاق الأقمار الصناعية وكالة
تاريخ الموقع
- (SeaWiFS 1 )أغسطس 1997
- (TRMM 27 )نوفمبر 1997 تانيغاشيما ناسا / جاكسا
- (ندسات 7 15 )أبريل 1999 فاندنبرغ ناسا
- (QuikSCAT 19) يونيو 1999 فاندنبرغ ناسا / مختبر الدفع النفاث
- (تيرا 18 )ديسمبر 1999 فاندنبرغ متعددة
- (ACRIMSAT 20 )ديسمبر 1999 فاندنبرغ ناسا / مختبر الدفع النفاث
- (NMP/EO-1 21 )نوفمبر 2000 ناسا / غودارد
- (جيسون 1 7 )ديسمبر 2001 ناسا / CNES
- (نيزك 3M-1/Sage )الثالث 10 ديسمبر 2001 بايكونور
- (جريس 17) مارس 2002
- (ماء 4 )مايو 2002 فاندنبرغ متعددة
- (أديوس الثاني) (ميدوري الثاني) 12 ديسمبر 2002
- (ICESat 12 )يناير 2003 فاندنبرغ ناسا
- (SORCE 25) يناير 2003 كاب كانافيرال ناسا
- (هالة 16 )يوليو 2004 فاندنبرغ متعددة
- (كلاودسات 28 )أبريل 2006 فاندنبرغ ناسا
- (كاليبسو)
- (Hydros )يونيو 2006
- (TBD NPOESS) ناسا / نوا، فشل في الوصول إلى المدار
- الدلو 10 يونيو 2011 فاندنبرغ ناسا / كوناي
- NMP/EO-3*